# Gråbent tinamo
Gråbent tinamo (Crypturellus duidae) är en fågel i familjen tinamoer inom ordningen tinamofåglar.

## Utseende och läte
Gråbent tinamo är en rätt liten (28–31 cm) brun tinamo med gråfärgade ben. Fjäderdräkten är rostbrun med ljusare, mer ockrafärgad undersida och vit strupe. Honan är beigebandad på vingtäckarna. Lätet är en långsam, monoton vissling med en kort paus i början.

## Utbredning och systematik
Fågeln förekommer i tropiska skogar från östra och centrala Colombia till södra Venezuela. Den behandlas som monotypisk, det vill säga att den inte delas in i några underarter.

## Status
Beståndet uppskattas till 300 000 vuxna individer. Populationsutvecklingen har inte uppskattats, men den tros minska till följd av jakttryck och skogsavverkningar, dock inte tillräckligt kraftigt för att anses vara hotad. Internationella naturvårdsunionen IUCN kategoriserar arten som livskraftig.